# 38 Korpus Armijny (Imperium Rosyjskie)
38 Korpus Armijny (ros. 38-й армейский корпус) – jeden ze związków operacyjno-taktycznych  Imperium Rosyjskiego w czasie I wojny światowej. Rozformowany na początku 1918. 

## Podporządkowanie
- 13 Armii (od 24.07.1915)
- 1 Armii (12.08 – 1.09.1915)
- 10 Armii (18.09.1915 – grudzień 1917)

## Dowódcy Korpusu
- gen. lejtnant W. W. Artiomow (czerwiec 1915 – październik 1916)
- gen. lejtnant M. A. Sokownin (październik 1916 – kwiecień 1917)
- gen. lejtnant Józef Dowbor-Muśnicki (kwiecień – sierpień 1917)
- gen. lejtnant A. F. Dobryszin (od sierpnia 1917)